# Savoca
Savoca is een gemeente in de Italiaanse provincie Messina (regio Sicilië) en telt 1661 inwoners (31-12-2004). De oppervlakte bedraagt 8,8 km², de bevolkingsdichtheid is 189 inwoners per km². Op de hoogste heuveltop staat het Castello di Pentefur.
In het dorpscentrum staat de ruïne van de synagoge van Savoca.

## Demografie
Savoca telt ongeveer 711 huishoudens. Het aantal inwoners steeg in de periode 1991-2001 met 10,3% volgens cijfers uit de tienjaarlijkse volkstellingen van ISTAT.
| Jaar | Inwoneraantal |
| ---- | ------------- |
| 1991 | 1518          |
| 2001 | 1675          |

## Geografie
De gemeente ligt op ongeveer 330 m boven zeeniveau.
Savoca grenst aan de volgende gemeenten: Casalvecchio Siculo, Forza d'Agrò, Furci Siculo, Sant'Alessio Siculo, Santa Teresa di Riva.

## Geboren
- Matteo Procopio (1753-1811), Rooms priester, medicus, filoloog

## Trivia
- Het dorp werd gebruikt als filmlocatie voor de Godfather films van Francis Ford Coppola als het plaatsje Corleone.